# George Tsontakis
George Tsontakis (né le 24 octobre 1951 dans le Queens (New York)) est un compositeur et chef d'orchestre américain d’origine grecque.
George Tsontakis a reçu en 2005 le Grawemeyer Award pour son Concerto pour violon n°2.